# The Other Side of Life
The Other Side of Life è il dodicesimo disco in studio del gruppo rock The Moody Blues, del 1986.
In The Other Side of Life è presente una delle maggiori hit del gruppo, "Your Wildest Dreams" che, come "Nights in White Satin", è stata una top-10 hit negli U.S.A.. Nel album è presente anche Rock And Roll Over You, facente parte della colonna sonora del film Karate Kid II (1986).
La musica su questo album segnò l'inizio di un marcato uso dei sintetizzatori, sequencer e drum machine da parte della band.

## Tracce
1. Your Wildest Dreams – 4:50 - (Justin Hayward)
2. Talkin' Talkin' – 3:50 - (Hayward/John Lodge)
3. Rock 'N' Roll Over You – 4:50 - (Lodge)
4. I Just Don't Care – 4:25 - (Hayward)
5. Running Out of Love – 4:25 - (Hayward/Lodge)
6. The Other Side of Life – 6:50 - (Hayward)
7. The Spirit – 4:14 - (Graeme Edge/Patrick Moraz)
8. Slings and Arrows – 4:29 - (Hayward/Lodge)
9. It May Be a Fire – 4:56 - (Lodge)

## Formazione
- Justin Hayward - chitarra, voce
- John Lodge - basso, voce
- Patrick Moraz - tastiera
- Ray Thomas - voce
- Graeme Edge - batteria